# Лизогуб Яків Юхимович
Я́ків Юхи́мович Лизогу́б (1675, Гельмязів — 1749, Глухів) — військовий і політичний діяч, з старшинного роду Лизогубів, відомого з часів Хмельниччини.

## Походження
Народився у родині Юхима Лизогуба та Любові Петрівни Лизогуб, уродженої Дорошенко. По матері, доводився внуком гетьманові Петрові Дорошенку. Навчався у Києво-Могилянській академії. Був одружений з Федорою — донькою переяславського полковника Івана Мировича.

## Служба
Закінчивши навчання розпочав службу при гетьмані Іванові Мазепі. В 1694 їздив до Москви посланцем від нього до царя Петра І. 29 липня 1696 під натиском українських козаків, якими командував чернігівський полковник і наказний гетьман Яків Лизогуб, Петру І здалася фортеця Азов.
Брав участь у Великій Північній війні (1700—1721).
У 1707 році, в чині бунчукового товариша, він, з генеральним осавулом Іваном Скоропадським та князем Волконським був на Віслі та в Ченстохові, звідки й супроводжував польського посла, воєводу Мазовецького, до Києва.
В 1713-28 роках — генеральний бунчужний.
В 1723-24 роках разом з полковником Данилом Апостолом і генеральним осавулом Василем Жураківським був за наказом Петра І заарештований та ув'язнений у Петропавлівській фортеці. Після смерті Петра І звільнений і деякий час був змушений жити у Петербурзі.
В 1728-49 роках — генеральний обозний, керівник українського уряду у 1733—1734 роках. Будучи призначений наказним гетьманом, командував 10-тисячним українським корпусом, який діяв у Польщі проти прибічників короля Станіслава І Лещинського. Представник української старшини в російських органах управління Гетьманщиною, брав участь в польських (1733), турецьких (1737) походах.
В травні 1736 року російсько-українська армія під командуванням графа Б. Мініха та наказного гетьмана Якова Лизогуба 20 (31 травня) 1736 року штурмом здобула Перекоп, 5 (16 червня) — Козлов (Євпаторію), 17 (28 червня) — Бахчисарай (див. Кримські походи 1736-38).

### Боротьба за українські права
У 1740—1743 роках очолював комісію, яка складала кодекс законів «Права, за якими судиться малоросійський народ».
У 1745-49 роках входив до складу старшинської делегації, що добивалась відновлення гетьманства. Їздив, разом з іншими, з цим ходатайством до імператорського двору в Петербург. Їхнє прохання про відновлення гетьманства було виконане в 1747 році і старий Лизогуб, так і не виїхавши з Петербургу, захворів і вмер 24 січня 1749 року та був похований в Олександро-Невській лаврі.
На думку окремих дослідників був автором Лизогубівського літопису — історичного твору, складеного близько 1742 року, цінного джерела до історії України.